# Le Chêne
Le Chêne (zu deutsch: die Eiche) ist eine französische Gemeinde mit 280 Einwohnern (Stand: 1. Januar 2022) im Département Aube in der Region Grand Est; sie gehört zum Arrondissement Troyes und zum Kanton Arcis-sur-Aube.

## Geografie
Le Chêne liegt an der Aube, etwa 33 Kilometer nordnordöstlich von Troyes. Umgeben wird Le Chêne von den Nachbargemeinden Allibaudières im Norden und Nordwesten, Dosnon im Norden und Nordosten, Grandville im Nordosten, Lhuître im Osten, Vinets im Osten und Südosten, Torcy-le-Petit im Südosten, Torcy-le-Grand und Arcis-sur-Aube im Süden sowie Ormes im Westen.

## Bevölkerungsentwicklung
| Jahr                       | 1962 | 1968 | 1975 | 1982 | 1990 | 1999 | 2006 | 2011 | 2018 |
| Einwohner                  | 201  | 225  | 191  | 229  | 196  | 198  | 241  | 289  | 290  |
| Quellen: Cassini und INSEE |      |      |      |      |      |      |      |      |      |

## Sehenswürdigkeiten
- Kirche Saint-Pierre-ès-Liens aus dem 16. Jahrhundert